# Ad hominem

Un argument ad hominem, cunoscut și ca argumentum ad hominem (latină: „argument la persoană", „argument împotriva omului") constă în a riposta, la un argument sau la o afirmație despre un fapt, prin atac la persoana care a prezentat argumentul sau a făcut afirmația, în loc să se adreseze subiectul argumentului sau să se furnizeze o dovadă împotriva afirmației. Această eroare logică se referă la criticile sau atacul la persoana care face afirmațiile și prin care se încearcă discreditarea argumentului prin discreditarea persoanei.
Un alt subtip comun al acestui argument greșit este argumentul ad hominem circumstanțial (argumentum ad hominem circumstantiae), un atac care este bazat pe circumstanțele sau pe situația interlocutorului; la fel argumentul "tu quoque" (și tu) a cărui obiecție la argument constă în caracterizarea acestuia ca fiind vinovat de același lucru împotriva căruia argumentează.
Argumentele ad hominem sunt întotdeauna invalide în logica silogistică, date fiind valoarea de adevăr a premiselor și validitatea inferenței logice ca independente de persoana care face inferența. Oricum, argumentele ad hominem sunt rar prezentate ca silogisme formale, iar forma lor ține de domeniul logicii informale și al teoriei probelor juridice.
Pe de altă parte, teoria probelor juridice depinde în mare măsură de evaluarea credibilității martorilor, inclusiv a mărturiilor date de martori oculari sau de experți. Dovezi că un martor ocular propus nu este de încredere, sau are motive să mintă, sau că martorul expert propus nu are cunoștințele necesare pot juca un rol decisiv în emiterea de judecăți.
Argumentul ad hominem este opusul apelului la autoritate în care interlocutorul își bazează valoarea de adevăr a unei afirmații pe autoritate, pe cunoștințele sau pe poziția persoanei care a făcut inițial afirmațiile. De aceea, chiar dacă argumentul ad hominem poate face o afirmație mai puțin convingătoare, arătând că persoana care face afirmația nu are autoritatea, cunoștințele sau poziția de a face acele afirmații sau a făcut afirmații eronate în trecut despre subiecte similare, totuși, nu poate furniza un contraargument infailibil.

## Ad hominem ca eroare logică formală
Un argument ad hominem eronat are următoare formă de bază:
O persoană A face afirmația X
Este ceva criticabil la adresa persoanei A
Prin urmare afirmația X este falsă
Argumentul ad hominem este eroarea logică cea mai cunoscută și de obicei menționată în introducerile la manualele de logică și în manualele de gândire critică. Atât eroarea logică în sine cât și acuzația de a fi comis-o sunt frecvent fluturate în discursuri. Ca tehnică în retorică este foarte puternică și des folosită datorită înclinației naturale a creierului uman de a recunoaște șabloane.
Exemplu:
Naziștii au adoptat un plan de eugenie.
Naziștii au fost răi.
Prin urmare, eugenia este rea.
Prima premisă este numită „afirmația faptică" și este punctul pivot al discuției. Controversa este numită „afirmația inferențială" și prezintă procesul gândirii. Există două tipuri de afirmații inferențiale, explicite și implicite. Eroarea logică nu reprezintă o formă validă de raționament deoarece chiar și în situația în care se acceptă ambele co-premise, acest lucru nu garantează valoarea de adevăr a controversei. Poate fi gândit și că argumentul are o co-premisă ne-declarată.